# Acción Solidaria
Acción Solidaria es una organización no gubernamental dedicada a la lucha contra el VIH/SIDA en Venezuela y a la distribución de medicamentos.

## Historia
Acción Solidaria fue fundada en 1995 inicialmente para atender a personas que VIH y con el tiempo la organización se fue ampliando hasta formar una coalición de organizaciones dedicada al derecho a la salud y la vida. La organización trabaja en coordinación con la Oficina de las Naciones Unidas para la Coordinación de Asuntos Humanitarios (OCHA) y la Organización Panamericana de la Salud (OPS). Para 2020 Acción Solidaria había logrado distribuir entre 50 y 80.000 tratamientos al mes.
Según Acción Solidaria, para 2018 había 400.000 personas infectadas con el VIH en Venezuela y la mortalidad por SIDA había aumentado un 75 % desde 2011, pasando de las 1800 muertes en 2014 a más de 5 000 en los últimos años.
El 7 de septiembre de 2020, las Fuerzas de Acciones Especiales (FAES) allanaron la sede de la ONG y se llevaron a ocho de sus miembros. El director de la organización, Feliciano Reyna, denunció que la irrupción se dio sin previa comunicación y sin explicación alguna. La ONG PROVEA repudió el hecho y denunció que los detenidos habían sido acusados de presuntamente «vender medicamentos» y entregar «medicinas vencidas». Tras horas de presión por parte de abogados y distintas organizaciones defensoras de derechos humanos, el personal fue puesto en libertad.